# ハミルトン・H・ハウズ
ハミルトン・ホーキンス・ハウズ（Hamilton Hawkins Howze, 1908年12月21日 - 1998年12月8日）は、アメリカ合衆国の軍人。最終階級は大将。アメリカ陸軍におけるヘリボーン戦術の推進者としてその名を知られる。
父は第27代士官候補生隊総司令官で名誉勲章受章者のロバート・リー・ハウズ将軍。

## 経歴
1908年、ニューヨーク州ウェストポイントにて生を受ける。1930年に陸軍士官学校を卒業し、第6騎兵連隊に配属された。
第二次世界大戦中には第13機甲連隊第2大隊長（1943年）、第13機甲連隊長（1943年 - 1944年）、第1機甲師団長（1944年 - 1945年）などを歴任した。終戦後の1946年には第1機甲師団の作戦担当幕僚（G-3）となる。翌年から国防大学に3年間出席し、1949年には第1機甲師団情報担当幕僚（G-2）に任命された。1952年に准将へ昇進すると、欧州軍第2機甲師団長補に就任し、以後1954年まで務めた。

## 航空機動戦術
現在、ハウズは航空機動戦術および第二次世界大戦後のアメリカ陸軍における航空戦力ドクトリンの構築を主導した人物としてその名を知られている。1955年から1958年にかけて、ハウズは陸軍省にて初代陸軍飛行部長（Director of Army Aviation）を務める傍ら、飛行部で用いる新規戦術の基礎を形作り、またアラバマ州フォート・ラッカーにて陸軍飛行学校を設立した。その後、第82空挺師団長に就任した。
1961年、ハウズは戦術機動要件委員会（Tactical Mobility Requirements Board）の議長たる立場から航空機動の理論とドクトリンの発展を推進し、陸軍でも同委員会からの提言を採用した。これによってアメリカ陸軍における機動戦の様相は大きく様変わりすることとなった。2年後、ハウズの理論を実践・検証するために第11空挺師団が新設されている。最終的にこれらの理論に先見性が認められたことで、さらに2個の空挺師団が新設されている。
アメリカ陸軍で採用するヘリコプターの命名規則としてネイティブ・アメリカンの部族名を用いることを決定したのもハウズだと言われている。彼はメーカー側が提案する名称があまりにも「味気ない」と感じていた。例えばベル H-13（ベル47軍用モデル）は、同名称で採用され数年間使用されていたが、ハウズの提案により「スー」（Sioux）という名称が与えられ、現在まで用いられている。

## 最後の勤務地
1961年から1962年まで第18空挺軍団司令官、1962年から1963年まで第3軍司令官代行を務める。その後、1965年まで第8軍司令官兼在韓米軍司令官を務め、この職を最後に退役した。退役後はテキサス州フォートワースに暮らした。

## 退役後
退役後はフォートワースに本社を置くベル・ヘリコプター社に役員兼コンサルタントとして再雇用された。アメリカ陸軍飛行士協会（Army Aviation Association of America, AAAA）には創設メンバーとして1957年から所属しており、上級副会長および会長をあわせて4年務めている。陸軍飛行士殿堂（Army Aviation Hall of Fame）にも名を置いていたほか、AAAA評議会議長なども歴任した。
1998年12月8日に死去した。遺体はウェスト・ポイント墓地にて父の隣に埋葬された。
AAAAでは彼の名を冠したハウズ記念射手賞（Howze Gunnery Award）を定めており、これはロックウェル・インターナショナル社の提供で毎年行われハウズ将軍記念射手大会（GEN Hamilton H. Howze Gunnery Competition）にて優秀な成績を収めたAH-1およびAH-64乗員に贈られる。

## 受章
ハウズは以下の勲章等を受章している。
 海軍航空徽章
 空挺記章
 陸軍殊勲章 (アメリカ合衆国)
 銀星章
 レジオン・オブ・メリット
 銅星章（Vデバイス付）
 戦功十字章（イタリア）
 保国勳章統一章（韓国）
1962 AHS International Vertical Flight Society "Honorary Fellow" 
1974 Army Aviation Association of America Hall of Fame inductee 